# エイドリアン・グリフィン
エイドリアン・ダーネル・グリフィン（Adrian Darnell Griffin, 1974年7月4日 - ）は、アメリカ合衆国カンザス州ウィチタ出身の元プロバスケットボール選手であり、現在は指導者。息子のAJ・グリフィンはNBA選手。

## 経歴

### 現役時代
シートン・ホール大学では4年目の1995-96シーズンに平均16.2得点・8.3リバウンド・3.1アシストを記録し、オールビッグ・イーストセカンドチームに選出された。また、同大学での殿堂入りを果たしている。
1996年のNBAドラフトでは指名がなかった。その後、1999年まではCBAやUSBLなどでプレーした。CBAのコネチカット・プライドに所属していた1998-99シーズンはシーズンMVPを受賞。チームを優勝に導き、ファイナルMVPも受賞した。
1999-2000シーズンにボストン・セルティックスと契約し、NBAデビューを果たした。
その後はダラス・マーベリックス、ヒューストン・ロケッツ、シカゴ・ブルズでプレーした。マーベリックスに在籍していた2006年のNBAファイナルでは先発出場した。
2006年7月17日に古巣のブルズと3年契約を結んだ。
2008年2月21日には3チーム間のトレードでシアトル・スーパーソニックスへ移籍した。シーズン終了後の8月13日には3チーム間のトレードでミルウォーキー・バックスへ放出され、その後解雇されて現役を引退した。

### コーチ時代
引退後すぐにバックスのアシスタントコーチに就任し、2年間在籍した。
2010年9月9日にブルズのアシスタントコーチに就任し、5年間在籍した。
2014年のワールドカップではアメリカ代表のアシスタントコーチを務めた。
2015年6月26日にオーランド・マジックのアシスタントコーチに就任した。
2016年6月9日にオクラホマシティ・サンダーのアシスタントコーチに就任した。
2018年6月25日にトロント・ラプターズのアシスタントコーチに就任した。
2018-19シーズンにはNBAチャンピオンに輝いた。
2021-22シーズン、レギュラーシーズン最終戦となったニューヨーク・ニックス戦では代理でヘッドコーチを務めた。
2023年６月５日にミルウォーキー・バックスのヘッドコーチに就任した。
1年目の2023-24シーズン途中の2024年1月23日に、それまで30勝13敗と好成績を記録していたにもかかわらず解任された。

## 家族
息子のAJ・グリフィンもNBA選手で、現在はアトランタ・ホークスに所属している。もう一人の息子のアラン・グリフィンもプロバスケットボール選手で、現在はカナダのプロリーグでプレーしている。